# 三家村 (澳門)
三家村（葡萄牙語：Povoação de Sam Ka），是位處於澳門離島氹仔孫逸仙大馬路與湖畔大廈中間的村落。三家村的命名是由三家不同姓氏的村民組成。
在2012年，為配合氹仔北區道路之開通，房屋局早前開展跟進相關範圍內之11間木屋及9間木屋附屬物清遷工作。
在2016年9月24日前，附近的曾有以「孫逸仙馬路／三家村」為命名的巴士站，後由於交通事務局調整該區一帶巴士站進行合併分流而取消了。
2022年8月5日，新型冠狀病毒感染應變協調中心於三家村原址增設COVID-19病毒核酸檢測站，為室外核酸檢測站。而在2022年11月12日，核檢站新增設“紅碼專道”供“5+3”中接受3天居家隔離醫學觀察的入境人士在離開醫學觀察酒店翌日起計第1、2、3天接受核酸檢測。
2022年12月11日起，於近波爾圖街行人走廊設置“社區治療中心專線”輪候點，路線C02途經該輪候點，服務時間為上午10時至晚上10時，每小時正點由頭站開出；供核酸單管檢測陽性或自測抗原陽性人士，且未具條件自行前往社區治療中心（澳門蛋）的人士乘坐。
2022年12月13日，核酸檢測站暫停運作，改用作“COVID-19感染者社區門診”用途，並於2022年12月14日起運作，供核酸檢測或快速抗原檢測陽性人士就診。

## 資料來源
1. ↑  . 澳門電台.   [2016-10-04]. （原始内容存档于2016-10-09）.（繁體中文）
2. ↑  . 新聞局. 2012年5月7日  [2016年10月4日]. （原始内容存档于2016年10月9日）.（繁體中文）
3. ↑  . 新型冠狀病毒感染應變協調中心. 澳門特別行政區新聞局. 2022年11月11日  [2022年12月13日]. （原始内容存档于2022年11月12日）.
4. ↑  . 新型冠狀病毒感染應變協調中心. 澳門特別行政區新聞局. 2022年12月11日.
5. ↑  . 新型冠狀病毒感染應變協調中心. 澳門特別行政區新聞局. 2022年12月12日  [2022年12月13日]. （原始内容存档于2022年12月12日）.